# Felix Klewitz
Felix Klewitz (* 23. Januar 1884 in Slawentzitz bei Oppeln; † 15. Mai 1963 in Marburg) war ein deutscher Internist und Hochschullehrer.

## Leben
Klewitz studierte Medizin an der Universität Jena und wurde 1903 im Corps Saxonia Jena aktiv. Als Inaktiver wechselte er an die Rheinische Friedrich-Wilhelms-Universität Bonn, die ihn 1911 zum Dr. med. promovierte. Ab 1917 war er Privatdozent für Innere Medizin an der Albertus-Universität Königsberg. 1929 kam er auf den Lehrstuhl der Philipps-Universität Marburg. Er trat zum 1. Mai 1937 der NSDAP bei (Mitgliedsnummer 4.627.922), war förderndes Mitglied der SS sowie Mitglied im NS-Dozentenbund, NS-Ärztebund und NSKK. Im November 1933 unterzeichnete er das Bekenntnis der deutschen Professoren zu Adolf Hitler. Er wurde 1945 entlassen, lehrte aber wieder von 1948 bis 1950. Er war Mitherausgeber der Fachzeitschrift Allergie und Asthma. Auch war er Experte für Diät.